# NGC 1498
NGC 1498 — тройная звезда в созвездии Эридан.
Этот объект входит в число перечисленных в оригинальной редакции «Нового общего каталога»
Скорее всего, является треугольником из трёх звёзд, расположенным в 2' к западу от координат, указанных в Новом общем каталоге. Если это действительно тот объект, который видел Гершель, то он имеет около 40" в поперечнике и довольно хорошо соответствует описанию, данному Гершелем.